# Théorème de Ptolémée

Figure illustrant le théorème de Ptolémée.

En géométrie euclidienne, le théorème de Ptolémée  et sa réciproque énoncent l'équivalence entre la cocyclicité de 4 points et une relation algébrique faisant intervenir leurs distances. L'implication directe est attribuée à l'astronome et mathématicien grec Claude Ptolémée, qui s'en servit pour dresser la table des cordes, c'est-à-dire des sinus, dont il fit usage dans ses calculs liés à l'astronomie.

## Texte de Ptolémée
Voici le texte grec du livre I chapitre 10 de l'Almageste, édition Heiberg p.36 lignes 9 à 17 :
« Ὅν δὲ τρόπον καὶ αἱ λοιπαὶ τῶν κατὰ μέρος <ἐν τῷ κύκλῳ εὐθείων> δοθήσονται, δείξομεν ἐφεξῆς προεκθέμενοι λημμάτιον εὔχρηστον πάνυ πρὸς τὴν παροῦσαν πραγματείαν. Ἔστω γὰρ κύκλος ἐγγεγραμμένον ἔχων τετράπλευρον τυχὸν τὸ ΑΒΓΔ, καὶ ἐπεζεύχθωσαν αἱ ΑΓ καὶ ΒΔ. Δεικτέον ὅτι τὸ ὑπὸ τῶν ΑΓ καὶ ΒΔ περιεχόμενον ὀρθογώνιον ἴσον ἐστὶ συναμφοτέροις τῷ τε ὑπὸ τῶν ΑΒ, ΔΓ καὶ τῷ ὑπὸ τῶν ΑΔ, ΒΓ. »
« De quelle façon seront aussi données les autres [lignes inscrites dans le cercle] partie par partie, nous allons le montrer tout de suite en proposant un petit lemme très pratique pour la considération présente. Soit en effet un cercle contenant le quadrilatère inscrit quelconque ABCD, et que soient reliées les lignes AC et BD. On démontrera que le rectangle contenu par AC et BD est égal à la somme de celui contenu par AB, DC et de celui contenu par AD, BC. »

## Énoncés modernes
Théorème de Ptolémée (implication directe) — Le produit des longueurs des diagonales d'un quadrilatère inscriptible quelconque est égal à la somme des produits des longueurs de ses côtés opposés.
On peut l'étendre en une équivalence :

Il peut être étendu à des points d'une droite, et être énoncé de façon plus générale comme suit :
Théorème de Ptolémée général — Quatre points {\displaystyle A,B,C} et {\displaystyle D} d'un espace euclidien sont cocycliques ou alignés, si et seulement si parmi les trois produits {\displaystyle AB\cdot CD,AC\cdot BD,AD\cdot BC}, l'un est la somme des deux autres.

## Exemples d'applications

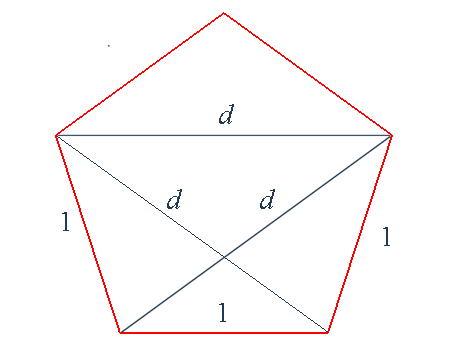
Pentagone régulier.

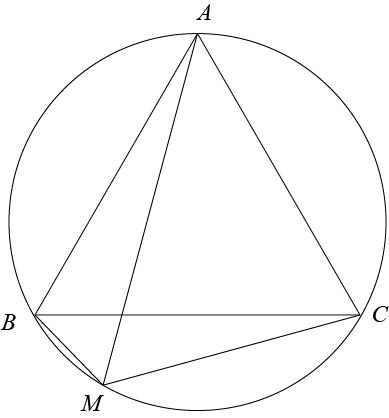
.

- Les diagonales d'un pentagone régulier convexe de côté 1 ont pour longueur le nombre d'or.

En effet, le quadrilatère indiqué dans la figure de gauche est inscriptible, donc {\displaystyle d^{2}=d+1}.
- Un point {\displaystyle M} appartient au cercle circonscrit d'un triangle équilatéral {\displaystyle ABC} si et seulement si l'une des distances  {\displaystyle MA,MB,MC} est égale à la somme des deux autres (figure de droite). En effet la condition de Ptolémée se simplifie par la longueur commune des côtés du triangle [1].
- Voir la formule des cordes consécutives.

## Démonstrations
Il existe de nombreuses méthodes pour démontrer ce théorème. Lucienne Félix, par exemple, en dénombre pas moins de 10.

### L'équivalence
Le théorème de Ptolémée est une conséquence directe du cas d'égalité dans l'Inégalité de Ptolémée, dont la démonstration utilise le fait que quatre points {\displaystyle A}, {\displaystyle B}, {\displaystyle C} et {\displaystyle D} sont cocycliques (dans cet ordre) si et seulement si une inversion centrée en un de ces points envoie les trois autres sur trois points alignés (dans cet ordre).

### L'implication directe par raisonnement géométrique
La démonstration qui suit est celle de Ptolémée.
Soit {\displaystyle ABCD} un quadrilatère inscriptible non croisé. Les angles {\displaystyle {\widehat {BAC}}} et {\displaystyle {\widehat {BDC}}} sont égaux, car ils interceptent le même arc (voir théorème de l'angle inscrit) ; de même {\displaystyle {\widehat {ADB}}={\widehat {ACB}}}.
Construisons le point K tel que {\displaystyle K\in [AC]} et {\displaystyle {\widehat {ABK}}={\widehat {DBC}}}.
On a alors {\displaystyle {\widehat {ABD}}={\widehat {ABK}}+{\widehat {KBD}}={\widehat {DBC}}+{\widehat {KBD}}={\widehat {KBC}}}.
Ainsi, les triangles {\displaystyle ABK} et {\displaystyle DBC}, ayant leurs angles égaux, sont semblables (figure du milieu), de même que {\displaystyle ABD} et {\displaystyle KBC} (figure de droite).
On obtient les relations suivantes (voir « Triangles semblables ») : {\displaystyle {\frac {AK}{AB}}={\frac {CD}{BD}}} et {\displaystyle {\frac {CK}{BC}}={\frac {DA}{BD}}}
d'où {\displaystyle AK\cdot BD=AB\cdot CD} et {\displaystyle CK\cdot BD=BC\cdot DA}
en additionnant il vient {\displaystyle (AK+CK)\cdot BD=AB\cdot CD+BC\cdot DA} et par construction {\displaystyle AK+CK=AC\,}.
On en déduit l'égalité du théorème : {\displaystyle AC\cdot BD=AB\cdot CD+BC\cdot DA}.

## Second théorème de Ptolémée
Second théorème de Ptolémée — Un quadrilatère non croisé {\displaystyle ABCD} est inscriptible si et seulement si les longueurs des côtés et des diagonales vérifient la relation :
Preuve du sens direct : l'aire d'un triangle ABC inscrit dans un cercle de rayon R est donnée par
{\displaystyle {\mathcal {A}}={\frac {AB\cdot BC\cdot CA}{4R}}}.
En écrivant l'aire totale du quadrilatère comme somme de celle des deux triangles ayant même cercle circonscrit, on obtient selon la décomposition choisie :
{\displaystyle {\mathcal {A}}_{tot}={\frac {AB\cdot BC\cdot CA}{4R}}+{\frac {CD\cdot DA\cdot AC}{4R}}={\frac {AC\cdot (AB\cdot BC+CD\cdot DA)}{4R}}}
{\displaystyle {\mathcal {A}}_{tot}={\frac {AB\cdot BD\cdot DA}{4R}}+{\frac {BC\cdot CD\cdot DB}{4R}}={\frac {BD\cdot (AB\cdot DA+BC\cdot CD)}{4R}}}
En égalant les deux expressions, le produit en croix donne bien la relation annoncée.
Voir une démonstration de l'équivalence dans .
Les deux égalités de Ptolémée nous donnent le produit et le rapport des longueurs des diagonales. Par multiplication et division, elles nous font connaître immédiatement les longueurs des diagonales en fonction des côtés.

## Utilisation par Ptolémée

Application du théorème de Ptolémée pour déterminer la longueur de la corde associée à la différence de deux arcs.

Ptolémée s'est servi du premier théorème pour dresser des tables trigonométriques,. Pour cela, il considère un cercle dont la circonférence est divisée en 360 degrés et dont le diamètre est divisé en 120 parties. Il cherche ensuite à attribuer à divers arcs de cercle la longueur des cordes sous-tendues par ces arcs.
Il traite d'abord les cas des arcs de 36°, 60°, 72°, 90°, 120° pour lesquels la corde sous-tendue est le côté respectivement du décagone régulier, de l'hexagone régulier, du pentagone régulier, du carré, du triangle équilatéral, tous inscrits dans le cercle. Ces polygones étant tous constructibles à la règle et au compas, on peut en effet déterminer la longueur de leurs côtés. Utilisant ensuite le fait qu'un triangle inscrit dans un cercle est rectangle si l'un de ses côtés est égal au diamètre, le théorème de Pythagore lui permet de déterminer les cordes associées aux arcs qui sont les compléments à 180° des arcs précédents.
Puis connaissant les cordes associées à deux arcs du cercle, il utilise son théorème pour déterminer la corde sous-tendue par les différences ou les sommes de ces arcs. Dans la figure ci-contre, en effet, supposons connues les longueurs des cordes sous-tendues par les arcs AB et AC, ainsi que le diamètre AD du cercle. Les triangles BAD et CAD étant rectangles en B et C, le théorème de Pythagore permet de déterminer BD et CD. Tous les segments bleus ont donc une longueur connue. Le théorème de Ptolémée permet d'en déduire la longueur du segment rouge BC. Ptolémée peut donc déterminer la longueur de la corde associée à l'angle 12° = 72° – 60°.
On voit ainsi que le théorème de Ptolémée joue, dans les mathématiques anciennes, le rôle que jouent pour nous les formules de trigonométrie (sinus et cosinus de la somme ou de la différence de deux angles).

Obtention de la corde associée à la moitié CD d'un arc BC dont la corde est connue.

Ptolémée sait aussi déterminer la corde sous-tendue par un arc moitié. Dans la figure ci-contre, soit BC l'arc dont on connaît la corde, et AC le diamètre du cercle. Par le théorème de Pythagore dans le triangle rectangle ABC, on connaît aussi la longueur AB. On trace la bissectrice (AD) de l'angle BAC, de sorte que BD = CD. On porte sur [AC] le point E tel que AE = AB. Les triangles ABD et AED sont alors isométriques. On a donc CD = BD = ED et le triangle ECD est isocèle. Sa hauteur (DZ) coupe (AC) en Z, milieu de [EC]. Or EC est connu car EC = AC – AE = AC – AB, et AB et AC sont connus. Donc ZC, moitié de EC est connu. Donc la corde CD cherchée est connue, car, dans le triangle rectangle ACD, on a {\displaystyle {\rm {CD}}^{2}={\rm {AC}}\times {\rm {CZ}}} (Euclide VI.8). Connaissant la corde de 12°, Ptolémée peut compléter sa table en calculant les longueurs des cordes associées aux arcs de 6°, 3°, 1°30' et 45'.
Il ne peut obtenir ainsi la longueur de la corde sous-tendant un arc de 1°. Il obtient cette valeur par une interpolation résultant des valeurs obtenues pour les arcs de 1°30' et 45'. Il en déduit ensuite la corde sous-tendant l'arc de 30', et peut enfin dresser une table des arcs et des cordes sous-tendues, demi-degré par demi-degré.
Dans le sixième volume de l'Almageste, Ptolémée donne une valeur approchée du nombre π obtenue grâce à la valeur de la corde sous-tendue par un angle d'un degré. En effet, en multipliant cette valeur (1u 2' 50'') par 360 pour faire un tour complet, il obtient "377 unités dont le diamètre en vaut 120". Autrement dit, il trouve que π vaut environ {\displaystyle {\frac {377}{120}}\approx 3,14166}.